# Marie-Louise Johanna Daisy Teixeira de Mattos

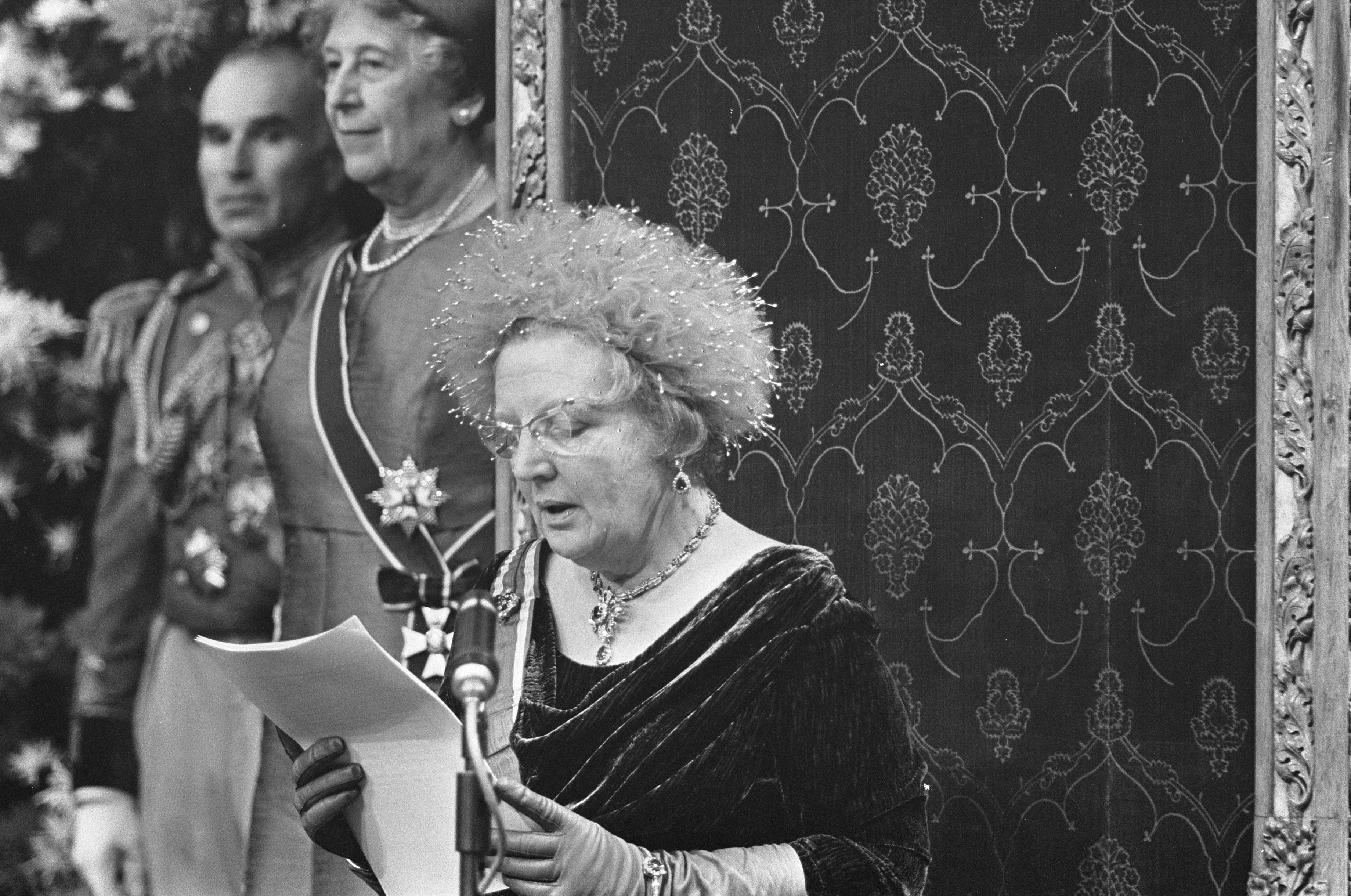
Koningin Juliana tijdens het voorlezen van de Troonrede in 1967. Naast koningin Juliana de Opperstalmeester W.F.K. Bischoff van Heemskerk en de Grootmeesteres van de Koningin M.L.J.D. van Wickevoort Crommelin geboren jkvr. Teixeira de Mattos.

Jkvr. Marie-Louise Johanna Daisy Teixeira de Mattos (Amsterdam, 9 oktober 1899 – Warmond, 5 januari 1984) was grootmeesteres van de koningin.

## Biografie
Teixeira de Mattos was lid van het geslacht Teixeira de Mattos en een dochter van jhr. Henry Teixeira de Mattos (1867-1924), bankier en firmant van Teixeira de Mattos (bank), en jkvr. Maria Johanna van den Berch van Heemstede (1873-1963), lid van de familie Van den Berch van Heemstede. In 1924 trouwde zij met Gerard Jan van Wickevoort Crommelin (1894-1940), sportcommissaris bij de Koninklijke Nederlandse Automobiel Club te 's-Gravenhage die op 10 mei 1940 door oorlogshandelingen omkwam, lid van de familie Crommelin en met wie zij geen kinderen had. De schoondochter van haar neef jhr. mr. dr. Pedro Désiré Edouard Teixeira de Mattos (1898–1978), ambassadeur, jkvr. Reina de Blocq van Scheltinga (1938), was vanaf 2000 hofdame van koningin Beatrix en tot 2014 van koning Willem-Alexander.
Per 1 mei 1957 werd mevrouw van Wickevoort Crommelin aangesteld als grootmeesteres van koningin Juliana. Die aanstelling volgde op de reorganisatie van de hofhouding die door de regering was verlangd en door de Commissie-Beel was ingezet na de Greet Hofmansaffaire; daarbij werden de particulier secretaris Walraven van Heeckeren van Molecaten (1914-2001) en diens moeder, de grootmeesteres Adolphine Agneta barones van Heeckeren van Molecaten-Groeninx van Zoelen (1885-1967), beiden uit hun functie ontheven. Van Wickevoort Crommelin zou die hoffunctie tot 1970 vervullen waarna zij tot de honoraire hofhouding toetrad. Voor de bewezen diensten werd zij in 1970 bij haar afscheid beloond met het erekruis in de Huisorde van Oranje.